# 南蛮菓子

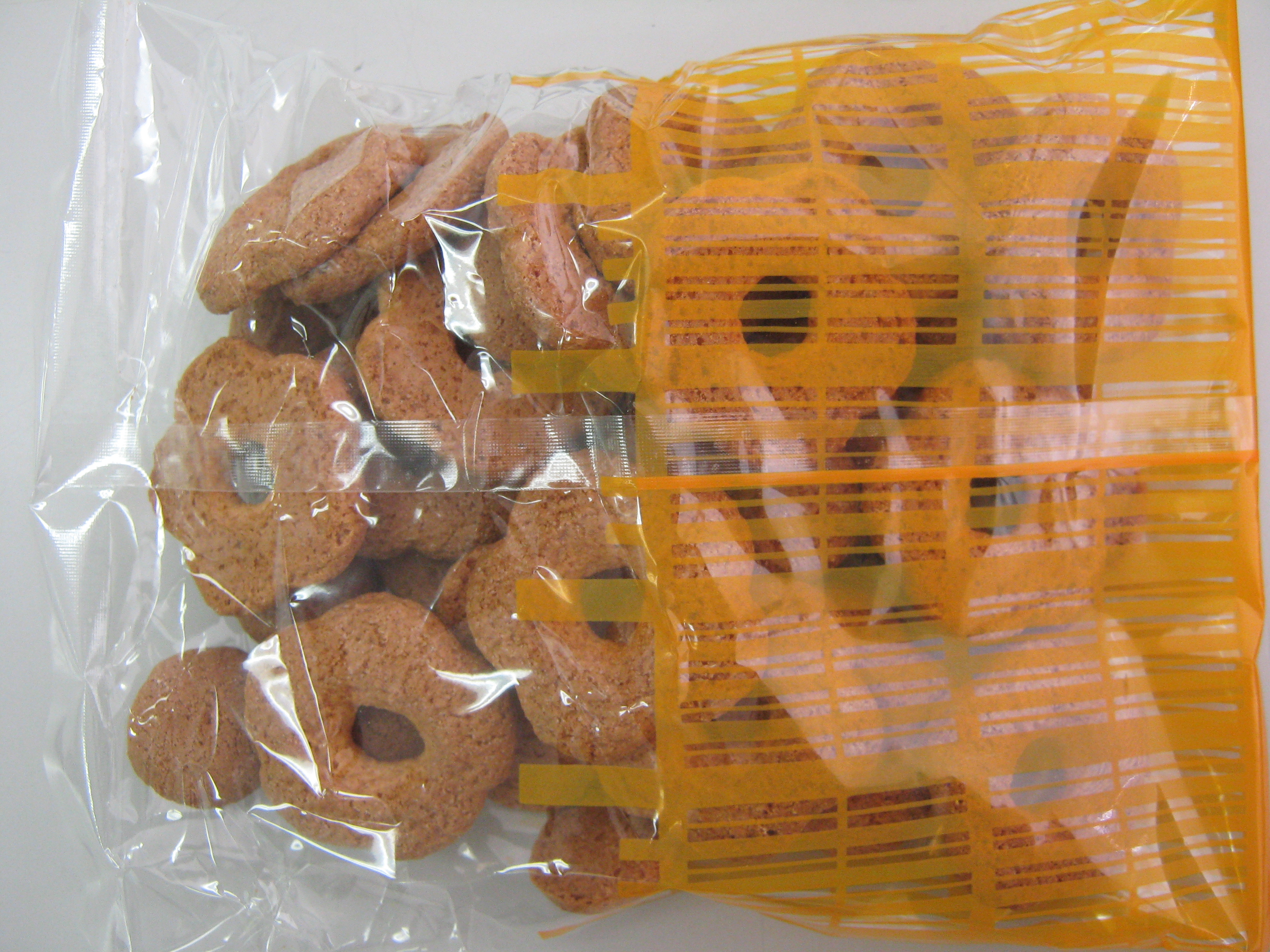
銘菓蕎麦ほうる

南蛮菓子（なんばんがし）は、安土桃山時代に外国から輸入された菓子のことであり、現在では和菓子の一種として分類されている。“南蛮の菓子”の意。

## 名称
本来南蛮は中華思想において、中国の中原地方から見て南方の異民族を指す言葉であり、「蛮」には「虫」を部首として用いるなど、差別語として用いられたが、現在の日本では、このような用法に留意されることはほとんどなく、西洋や舶来と近い意味で用いられている。南蛮菓子も洋菓子と類似する観点での呼び方である。

## 歴史
南蛮菓子は、1549年に来日したフランシスコ・ザビエルにより日本への伝来したという説もあるが、1550年にポルトガルの貿易船が平戸に来航し、平戸領主の松浦隆信に菓子を献上したことが、文献に記録されている最初のものだとされている。（ただしこの直後フランシスコ・ザビエルも平戸を訪れている）
この当時、南蛮菓子はキリスト教宣教師が布教のために配布したとされており、1569年にルイス・フロイスが京都で織田信長と面会した時も、献上品の中に金平糖などが含まれていた。
こうして西日本と都に持ちこまれた南蛮菓子は、同じ時期に発展した茶道のお茶請けとしてもてはやされたこともあり、急速に全国へ広まっていった。
江戸時代に入ると鎖国政策の中でキリスト教の布教が禁止され、宣教師も追放されてしまうが、それでも南蛮菓子は国内に根付いていった。これは鎖国中にも行われていた貿易の輸入品に砂糖が含まれていたのと、国内でも精糖が行われ始めたことによるものである。こうして再び開国されるまで日本において独自の発展をしていったため、現在も南蛮菓子の伝統を受け継ぐ菓子については、和菓子として扱われている。

## 主な南蛮菓子
- カステラ：長崎市の銘菓としても有名。
- 金平糖
- 有平糖
- 飴
- ドロップ
- ボーロ（ぼうろ）
- カルメ焼き
- ビスケット
- パン - 本来の製法は普及せず（キリスト教と密着しているという嫌疑から禁制になった時期もある）、一般的にはマントウ起源の蒸しパンが「パン」として紹介された。
- カスドース：平戸市の銘菓
- オランダせんべい：平戸市、根室市（平戸から伝播したといわれる）の銘菓。
- タルト：松山市の銘菓
- 鶏卵素麺：福岡市の銘菓としても有名。
- ながさき：上野市（三重県伊賀市)の銘菓
- 砂糖漬け：鹿児島県の文旦漬など。製菓材料としても使用。
- かりんとう ※兵庫県姫路市などで南蛮菓子が起源とする説あり。
- 黒棒 ※南蛮菓子が起源とする説あり。
- 唐饅頭 ※一部の製品で南蛮起源とする物がある。
- 豆板
- 金花糖

### 沖縄
日本及び中国を介して伝来したものとみられる。
- 花ボウル
- ちいるんこう